# عروس بدرينات
بادرينات كي كولهانيا (بالعربية: عروس بادربنات) (بالإنجليزية: Badrinath's Bride)‏ هو فيلم رومانسي كوميدي هندي للمخرج شاشانك خايتان وإنتاج كاران جوهر، وبطولة عاليا بهات وفارون دهاوان، والفيلم تكملة أو جزء آخر لفيلم هامبتي شارما كي دولهانيا الذي أصدر في 2014 وكان لنفس الممثلين. بدأ التصوير الرئيسي للفيلم في ماي 2016 إلى أن يتم إصداره في 10 مارس 2017، فترة مهرجان الألوان.

## الممثلين
- عاليا بهات بدور فايديهي تريفيدي
- جوهر خان بدور لاكشمي شانكار

## الإنتاج
حصد الفيلم في أسبوعه الأول في القاعات السينمائية 125.25 كرور.